# Buta, Argeș
Buta este un sat aflat în componența comunei Negrași din județul Argeș, Muntenia, România.